# Jørgen Jürgensen

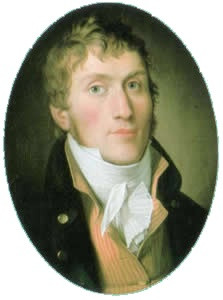
Jørgen Jürgensen, porträtiert von Christoffer Wilhelm Eckersberg

Jørgen Jürgensen, oft Jørgensen oder auch Jorgensen, (* 29. März 1780 in Kopenhagen, Dänemark; † 20. Januar 1841 in Hobart, Van-Diemens-Land, heute Tasmanien, Australien) war ein dänischer Abenteurer. Nach seiner Selbsternennung zum Protektor von Island im Hochsommer 1809 wurde er bekannt als Hundstagekönig (dänisch hundedagskongen, isländisch hundadagakonungur).

## Vorgeschichte
Jørgen Jürgensen war der Sohn des Hofuhrmachers Jürgen Jürgensen aus Kopenhagen und ein jüngerer Bruder des Uhrmachers Urban Jürgensen. Während seiner Schulzeit soll er nur Streiche und Schelmereien im Kopf gehabt haben. Dennoch erhielt er sehr gute Zeugnisse und lernte zum Schluss gemeinsam mit zwei Jahre älteren Schülern. Als Jürgensen 15 Jahre alt war, erlaubte ihm sein Vater seinen Traum: Er fuhr in britischen Diensten zur See, lernte schnell das Segeln und dann alle Weltmeere kennen. So gelangte er zum Beispiel nach Port Jackson, das heutige Sydney Harbour, nach Neuseeland sowie nach Van-Diemens-Land, das heutige Tasmanien.
1806 kehrte Jürgensen nach Dänemark zurück, wo er 1807 nach der britischen Bombardierung Kopenhagens unter dem geänderten Namen Jørgen Jørgensen das Kommando über ein Schiff erhielt, mit dem er auf Kaperfahrt in der Ostsee gehen sollte. Tatsächlich segelte er jedoch direkt einem weit größeren englischen Schiff entgegen und musste sich nach einem kurzen, heftigen Kampf ergeben. Als „Kriegsgefangener auf Ehrenwort“ wurde er in London festgesetzt, wo er Bekanntschaft mit dem Kaufmann Phelps machte, der in jenen Kriegstagen Interesse am Islandhandel hatte. Damals herrschte das Königlich Dänische Handelsmonopol über Island. Die dänische Flotte war aber geschlagen und konnte diesen Handel nicht aufrechterhalten.

## „König von Island“
Jørgensen segelte 1809 zweimal auf britischen Schiffen nach Island, das erste Mal als Dolmetscher auf einem Handelsschiff und das zweite Mal auf einer Fregatte, die Phelps ausgerüstet hatte und die mit einem Kaperbrief versehen war. Der dänische Gouverneur von Island, Graf Frederik Christopher Trampe, verbot bereits am 13. Juni den Handel mit Großbritannien. Einen Tag nach dem Eintreffen der Fregatte in Reykjavík am 25. Juni wurde Graf Trampe von der Besatzung des Schiffes festgenommen.
Mit Phelps’ Unterstützung proklamierte Jørgen Jørgensen am selben Tag, d. h. am 26. Juni 1809, die Unabhängigkeit Islands vom Königreich Dänemark, die Volksherrschaft und sich selbst zum „Protector“. Alle dänischen Beamten und Handelsvertreter wurden unter Hausarrest gestellt. Die Lager des Monopolhandels wurden ebenso konfisziert wie die Staatskasse.
Jørgen Jørgensen ließ sich im Gouverneurssitz nieder, vermied jedoch jede Form der persönlichen Bereicherung. Er ließ eine Festung bauen, gab Island eine eigene Flagge und umgab sich mit einer sechsköpfigen Leibwache aus Einheimischen, zu deren Anführer er den damals fünfundzwanzigjährigen Jón Guðmundsson Effersøe (Großvater von Rasmus C. Effersøe) bestimmte. Diese Leibwache unternahm verschiedene Expeditionen und nahm beispielsweise den obersten Richter des Landes, Ísleif Einarsson, fest. Jørgensen erklärte sich am 12. Juli sogar zum provisorischen Alleinherrscher Islands und kündigte die Wiedereinberufung des kurz zuvor von der dänischen Krone abgeschafften Althings, also der isländischen Nationalversammlung, an.
Er widersprach damit der absolutistischen Gesinnung des dänischen Königs. Die isländische Bevölkerung verhielt sich eher abwartend, zumal vermutet wurde, dass Jørgensen im britischen Staatsauftrag handelte. Hinzu kam die relative Wehrlosigkeit Islands.
Im Dansk Biografisk Leksikon von 1895 steht wertend:

„Als Erklärung für Jørgensens eigenes Auftreten dient, neben seinem exzentrischen Charakter, dass er sich offenbar schon zu jener Zeit als naturalisierter Engländer fühlte, ohne eine Spur von Sympathie für sein Geburtsland.“

Doch diese kuriose Episode in der Geschichte Islands währte nur zwei Monate. Am 26. August traf das britische Kriegsschiff The Talbot ein, und Jørgensens „Herrschaft“ fand ein jähes Ende. Der Kapitän wies Phelps barsch zurecht. Alle Proklamationen von Jørgensen wurden annulliert, und der selbsternannte „König“ wurde kurzerhand festgenommen, um eine Haft in England anzutreten. Zwei hohe isländische Beamte übernahmen die Staatsgewalt, während Graf Trampe zur Zeugenaussage mit nach England fuhr.
Die Isländer aus Jørgen Jørgensens Leibwache blieben zwar straffrei, aber Jón Guðmundsson Effersøe emigrierte beispielsweise auf die Färöer.

„Der Grund für Jón Guðmundssons Auswanderung von Island auf die Färöer ist unbekannt, aber obwohl er und die anderen Leibwächter vom Gefängnis verschont blieben, mag es einen obersten Richter gegeben haben, der sich rächen wollte!“

## In England
Auf der Reise nach England brach plötzlich Feuer auf dem Schiff aus. Zeugen zufolge retteten Phelps und Jørgensen mit unerschrockenem Mut der Besatzung das Leben. Sie waren bis zur Ankunft in London Ehrengäste des Kapitäns. Nach der Ankunft in London saß Jørgensen ein Jahr lang im Gefängnis, weil er trotz seines Ehrenwortes (siehe oben) das Land verlassen hatte. Im Gefängnis fing er an zu spielen und erlag immer mehr der Spielsucht.
Wieder in Freiheit, lebte er ein unstetes Leben und musste später wegen unbezahlter Spielschulden weitere zwei Jahre Haft absitzen. Von 1815 bis 1817 war Jørgensen im Dienste der britischen Regierung in Frankreich und Deutschland und besuchte nach eigenem Bericht Waterloo, Frankfurt, Weimar (Goethe), Dresden, Berlin und Potsdam (Schloss Sanssouci). Als er wieder in London war, führte er seinen wilden Lebensstil fort und wurde schließlich wegen Betruges zu einer erneuten Haftstrafe verurteilt. Ein späteres Urteil verhängte dann die Deportation auf Lebenszeit. 1825 wurde Jørgensen nach Tasmanien (Australien) verbannt.

## In Australien
In Tasmanien änderte er seinen Namen in Jorgen Jorgenson. Er wurde bald von den Haftauflagen befreit und unternahmen viele Entdeckungs- und Forschungsreisen im Inselinneren. Er beschrieb dabei erstmals die indigene Bevölkerung und wurde ein produktiver und erfolgreicher Autor über sein abenteuerliches Leben. Seine Bücher waren seinerzeit in Australien und England populär und seine ungedruckten Manuskripte wurden ins British Museum aufgenommen. Als Autor schrieb er unter dem Namen Jorgenson in englischer Sprache. Von ihm stammen Reisebeschreibungen, theologische und volkswirtschaftliche Abhandlungen, Zeitungsartikel und autobiographische Notizen. 1833 heiratete er schließlich. 1835 wurde er zum „policecommand“ ernannt.
Jorgen Jorgenson wurde am 20. Januar 1841 im Alter von 60 Jahren in Hobart tot aufgefunden (ältere Quellen nennen als Todesjahr 1845 oder 1850). Er starb als freier Mann und wurde auf dem katholischen Friedhof beigesetzt.

## Rezeption
Das Dansk Biografisk Leksikon von 1906 wertet sein literarisches Schaffen aus der antidemokratischen Sicht jener Zeit wie folgt:

„Er erzählt gut und hatte eine schnelle Auffassungsgabe, aber ist ein oberflächlicher und plagiierender Phrasendrescher, dessen vollständige Unzuverlässigkeit überall dort hervor tritt, wo er überprüft werden kann. Am ehesten ist J. ein psychologisches Phänomen, ein lebendiger Kopf, aber mit vollständigem Mangel an moralischem Halt und beherrscht von der Stimmung des Augenblicks. Seine Neigung zum Spannenden und Abenteuerlichen und seine Lust, sich geltend zu machen, bestimmen nicht nur sein Leben, sondern durchdringen alles, was er erzählt, in dem Grade, dass er sich überhaupt nicht über die Mischung aus Dichtung und Wahrheit im Klaren ist, die insbesondere seine eigenen Lebenserinnerung ausmacht. Nach seinen nicht wenigen notablen englischen Freunden zu urteilen, muss er [aber] eine gewinnende Persönlichkeit gewesen sein.“

Eine Tafel zu seinem Andenken befindet sich noch heute am Gebäude der Polizeistation. Ein Relief von ihm und seiner Frau befindet sich an einer erhaltenen Brücke. Er genießt in Australien noch heute hohes Ansehen. Für Tasmanien wurde er eine Art „Nationalheiliger“. Der 1987 in Perth gebaute Nachbau des Gokstad-Schiffes Jorgen Jorgensen (seit 2013 Aegir) wurde nach Jorgensen benannt. In Reykjavík wurde 2009 erfolgreich ein Schauspiel aufgeführt mit dem Titel Kennt ihr noch Jørgen?

## Werk
- Efterretning om engellændernes og nordamerikanernes fart og handel på Sydhavet. 1807 (dänisch, übersetzt etwa „Bericht über die Fahrt und den Handel der Engländer und Nordamerikaner im Pazifik“).
- Óðinn Melsted (Hrsg.): Historical account of the revolution on the island of Iceland in the year 1809 (= Heimildasafn Sagnfraeðistofnunar. Band 3). University of Iceland Press, Reykjavík 2016, ISBN 978-9935-23138-3 (englisch).
- Tour through France and the Nederlands. London 1815 (englisch, übersetzt etwa „Tour durch Frankreich und die Niederlande“).
- Travels through France and Germany. 1817 (englisch, übersetzt etwa „Reisen durch Frankreich und Deutschland“).
- The Convict King. 1891 (englisch, englischsprachige Wikisource).